# Hansenomysis anaramosae
Hansenomysis anaramosae is een aasgarnalensoort uit de familie van de Petalophthalmidae. De wetenschappelijke naam van de soort is voor het eerst geldig gepubliceerd in 2008 door San Vicente & Sorbe.